# Балзак и кинеска Мала кројачица (филм)
Балзак и кинеска Мала кројачица (упрош: 巴爾扎克與小裁縫; трад: 巴尔扎克与小裁缝; фр. Balzac et la Petite Tailleuse Chinoise) је кинеско-француски филм премијерно приказан на Канском фестивалу 2002. године. Режисер је Даи Сижија. Главне улоге тумаче Џоу Сјун, Љу Је и Чен Кун.

## Радња
Радња прати двојицу младића који су послани у забачено село у планинама провинције Сичуан уочи програма преобразовања образоване омладине. Један је био добар у приповедању, а други у свирању виолине. У селу, двојица младића се сусрећу са ,,Малом кројачицом”, унуком сеоског кројача и почињу да гаје осећања према њој, али то изражавају на различите начине. Касније сазнају од Мале кројачице да се још један образовани омладинац из села враћа кући и да поседује неколицину забрањених књига (страних класика). Стога му краду књиге и сакривају их у ,,Пећину књига”. Почињу да читају наглас Малој кројачици приче из књига и она, сусревши се са светом из прича, развија нове идеје, а потом одлучно напушта свој завичај без трага и гласа.

## Улоге
- Џоу Сјун у улози Мале кројачице
- Љу Је у улози Ма Ђенлинга
- Чен Кун у улози Луо Минга
- Ванг Шуангбао у улози сеоског старешине
- Ванг Хонгвеј у улози Четворооког
- Цонг Џиђун у улози старог кројача

## Награде и номинације
- Номинација за најбољи страни филм на 61. додели награда за Златни глобус 2003. године
- Номинација за најбољи азијски филм на 23. додели филмских награда у Хонг Конгу 2004. године
- Номинација за најбољи адаптирани сценарио на 40. додели награда Златни коњ у Тајвану 2003. године
- Отвара 55. Међународни филмски фестивал у Кану 2002. године као „филм вредан пажње”[1]
- Квалификује се као филм за отварање на 25. Фестивалу француског филма у Хонгконгу 2002. године
- Номинација Златна звезда на 2. Међународном филмском фестивалу у Маракешу 2002. године
- Номинација Златна лала на 22. Међународном филмском фестивалу у Истанбулу 2003. године
- Номинација Гран При на Међународном филмском фестивалу у Генту 2003. године